# Matt Lintz
Matthew Lintz (Fargo, Geórgia, 23 de maio de 2001) é um ator norte-americano conhecido por interpretar Matthew no filme Pixels (2015) e Henry na série de televisão da AMC, The Walking Dead.

## Biografia
Nasceu em 23 de maio de 2001, em Fargo, Geórgia. Matt é um neófito da fraternidade de Fiji na Universidade de Auburn.
Ele vem de uma família de atores como um dos quatro filhos nascidos da atriz Kelly Collins Lintz. Seus irmãos são Mackenzie, Madison e Macsen.

## Carreira
Ele começou sua carreira de ator quando tinha quatro anos como dublador e fazendo comerciais. Seu primeiro papel foi no cinema, no filme Halloween II (2009). No ano seguinte, ele se juntou a Timothy Olyphant, Radha Mitchell e Danielle Panabaker no remake de The Crazies (2010), de George A. Romero.
Em Memphis Beat (2010), Matt fez sua estreia na série de televisão ao lado de Jason Lee e Juliette Lewis. No mesmo ano, ele interpretou Tucker Simpkins no filme The Way Home. Em 2011, Matt apareceu em Army Wives, A Cinderella Story: Once Upon a Song, ao lado de Lucy Hale, e no primeiro episódio, que é um telefilme, da série Level Up. Ele também apareceu em A Smile as Big as the Moon (telefilme), Piranha 3DD (2012) com Danielle Panabaker e Ving Rhames, What to Expect When You're Expecting (2012), Revolution (2012), Banshee (2013), Sleepy Hollow (2013), Kill the Messenger (2014), ao lado de Jeremy Renner e Michael Sheen, Pixels (2015), com Adam Sandler e Peter Dinklage, e Free State of Jones (2016).
Em 2018, interpretou Stevie Taggert na série The Alienist, durante a primeira temporada. Durante a 9ª temporada de The Walking Dead, Matt assumiu o papel de Henry. Ele é o terceiro membro da talentosa família Lintz a desempenhar um papel recorrente na série, seguindo sua irmã Madison Lintz (Sophia) e seu irmão mais novo Macsen (o jovem Henry).
Em 19 novembro de 2020, foi revelado, em fotos do set de filmagens, que Lintz estaria interpretando um papel fundamental na série do Universo Cinematográfico Marvel, do Disney+, Ms. Marvel. No dia seguinte, foi confirmado que seu personagem será Bruno Carrelli.

## Filmografia

### Filmes
| Ano  | Título                               | Personagem              | Notas |
| ---- | ------------------------------------ | ----------------------- | ----- |
| 2009 | Halloween II                         | Mark                    |       |
| 2010 | The Crazies                          | Filho perturbado        |       |
| 2010 | The Way Home                         | Tucker Simpkins         |       |
| 2011 | A Cinderella Story: Once Upon a Song | Victor Van Ravensway    |       |
| 2011 | Level Up                             | Escoteiro Falante       |       |
| 2012 | A Smile as Big as the Moon           | Shawn Kersjes           |       |
| 2012 | Piranha 3DD                          | David (Menino sardento) |       |
| 2012 | What to Expect When You're Expecting | Criança perturbadora    |       |
| 2014 | Kill the Messenger                   | Eric Webb               |       |
| 2015 | Pixels                               | Matthew                 |       |
| 2016 | Free State of Jones                  | Irmão Coleman jovem     |       |

### Televisão
| Ano       | Título           | Personagem     | Notas        |
| --------- | ---------------- | -------------- | ------------ |
| 2010      | Memphis Beat     | Scotty Groves  | 1 episódio   |
| 2011      | Army Wives       | Chris          | 1 episódio   |
| 2012      | Revolution       | Jack           | 1 episódio   |
| 2013      | Banshee          | Horace         | 1 episódio   |
| 2013      | Sleepy Hollow    | Thomas Grey    | 1 episódio   |
| 2018      | The Alienist     | Stevie Taggert | 8 episódios  |
| 2018–2019 | The Walking Dead | Henry          | 11 episódios |
| 2021      | Ms. Marvel       | Bruno Carrelli | Pós-produção |